# Lawrence M. Judd
Lawrence M. Judd, né le 20 mars 1887 à Honolulu à Hawaï et mort le 4 octobre 1968 dans la même ville, est un homme politique américain. Il est gouverneur du territoire d'Hawaï du 6 juillet 1929 au 2 mars 1934 et gouverneur des Samoa américaines du 4 mars au 4 août 1953.

## Biographie
Judd est né le 20 mars 1887 à Honolulu, à Hawaï, petit-fils de Gerrit P. Judd, ancien missionnaire américain, ministre du cabinet du roi Kamehameha III et cofondateur de la Punahou School. Son père était le juge Albert Francis Judd (1838-1900) et sa mère était Agnes Hall Boyd (1844-1934). Il était le dernier de neuf enfants. Il s'est marié le 6 mars 1909 à Richmond Hill (New York), avec Florence Bell Hackett (1885-1974) et a eu cinq enfants : Helen Florence (1909-?), Agnes Elizabeth (1912-?), Sophie Janet (1913-1943). ?), Lawrence McCully Jr. (1917–?) Et Emilie Bell (1920–?). Judd épousa sa deuxième épouse, Eva Marie Lillibridge (1913-2002) en 1938.
Judd a fréquenté l'école Punahou, l'école Hotchkiss, et l'université de Pennsylvanie, où il était membre de la fraternité chapitre de Phi Kappa Psi.